# Acero al boro
El acero al boro se obtiene mediante el agregado de una pequeña cantidad de boro al acero. El acero es una aleación de hierro y carbono que contiene otros elementos de aleación, los cuales le confieren propiedades mecánicas específicas para su utilización en la industria metalmecánica. Aunque el carbono es el elemento básico a añadir al hierro, otros elementos como el boro, según su porcentaje, ofrecen características específicas para determinadas aplicaciones, como herramientas, cuchillas, soportes, etc.
El boro logra aumentar la capacidad de endurecimiento cuando el acero está totalmente desoxidado. Una pequeña cantidad de boro (0.001%) tiene un efecto marcado en el endurecimiento del acero, ya que también se combina con el carbono para formar los carburos que dan al acero características de revestimiento duro.
El boro retrasa la aparición de la ferrita. Así se consigue que una mayor parte de la austenita se convierta en martensita o en su caso a bainita. Este retraso está producido por la precipitación del boro en los límites de grano austenítico, que es donde inicialmente se crea la matriz ferrítica en los aceros preutectoides. Al precipitarse en esos límites de grano se baja la energía interna de los límites de grano, dificultando la aparición de ferrita.
Otro uso que presenta es el de barra de control en las centrales nucleares, ya que por su alta capacidad de absorción de neutrones es el compuesto perfecto para controlar la velocidad de la reacción.